# Mark González
Mark González   (Durban, 10 de juliol de 1984) Mark Dennis González Hoffman, és un futbolista professional xilè que va jugar com a migcampista. Va jugar a futbol de primer nivell a Xile, Rússia, Espanya, Brasil i Anglaterra. Va ser descrit per José Mari Bakero, el director esportiu de la Real Societat, un dels seus antics clubs, com "ràpid i explosiu, el clàssic lateral esquerre però amb disciplina tècnica", mentre ell mateix afirmava que la seva velocitat era el seu millor actiu.
Va fer el seu debut internacional el 2003, i va ser seleccionat de la Xile per a tres tornejos de la Copa Amèrica i la Copa del Món de la FIFA 2010, guanyant la Copa Amèrica Centenària.
El desembre de 2024, González es va graduar com a entrenador a l' Institut Nacional de Futbol, Esports i Activitat Física de Xile.